# بروتون (عائلة صواريخ)

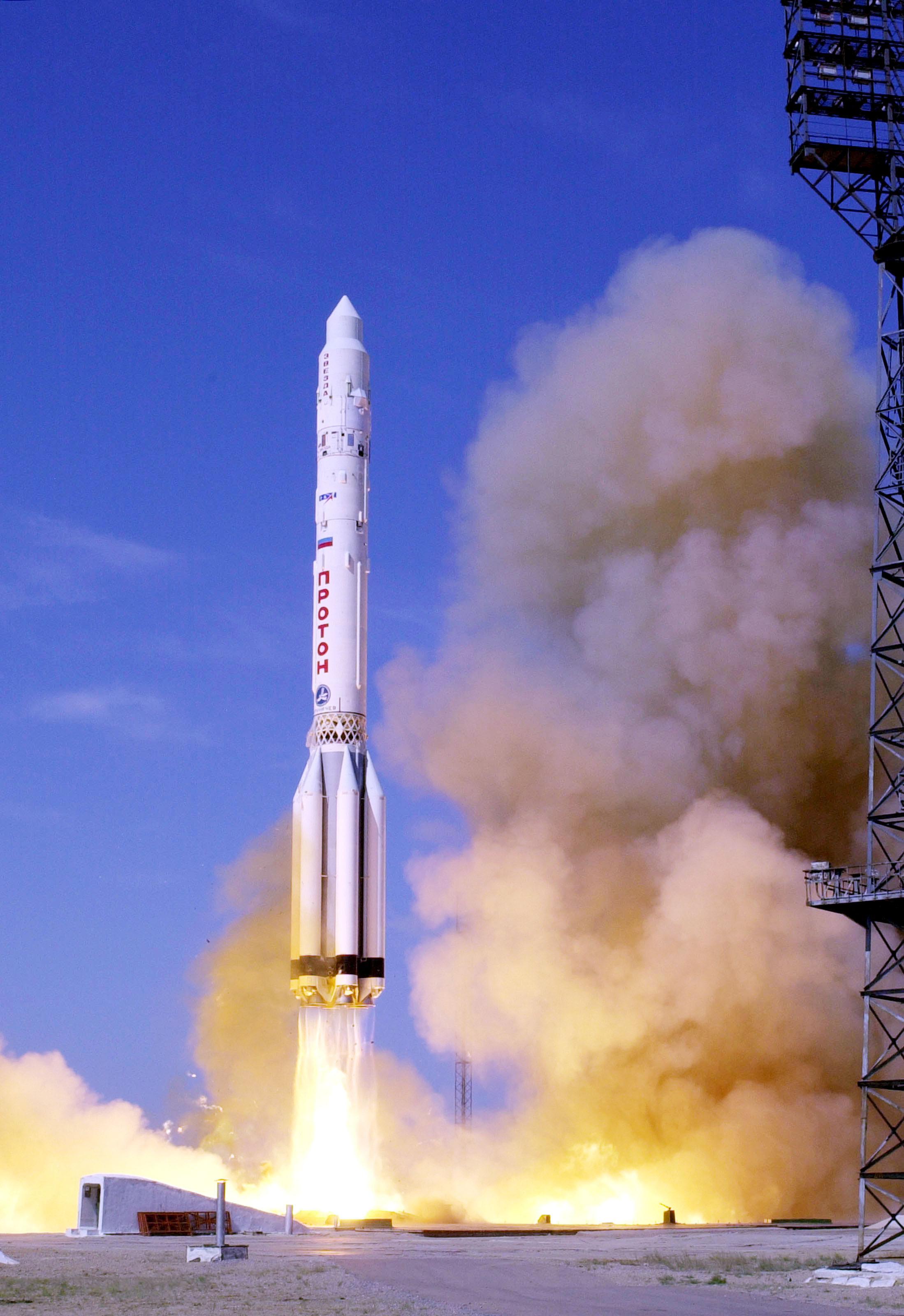
انطلاق الصاروخ بروتون عام 2000 إلى المحطة الفضاءية الدولية ISS.

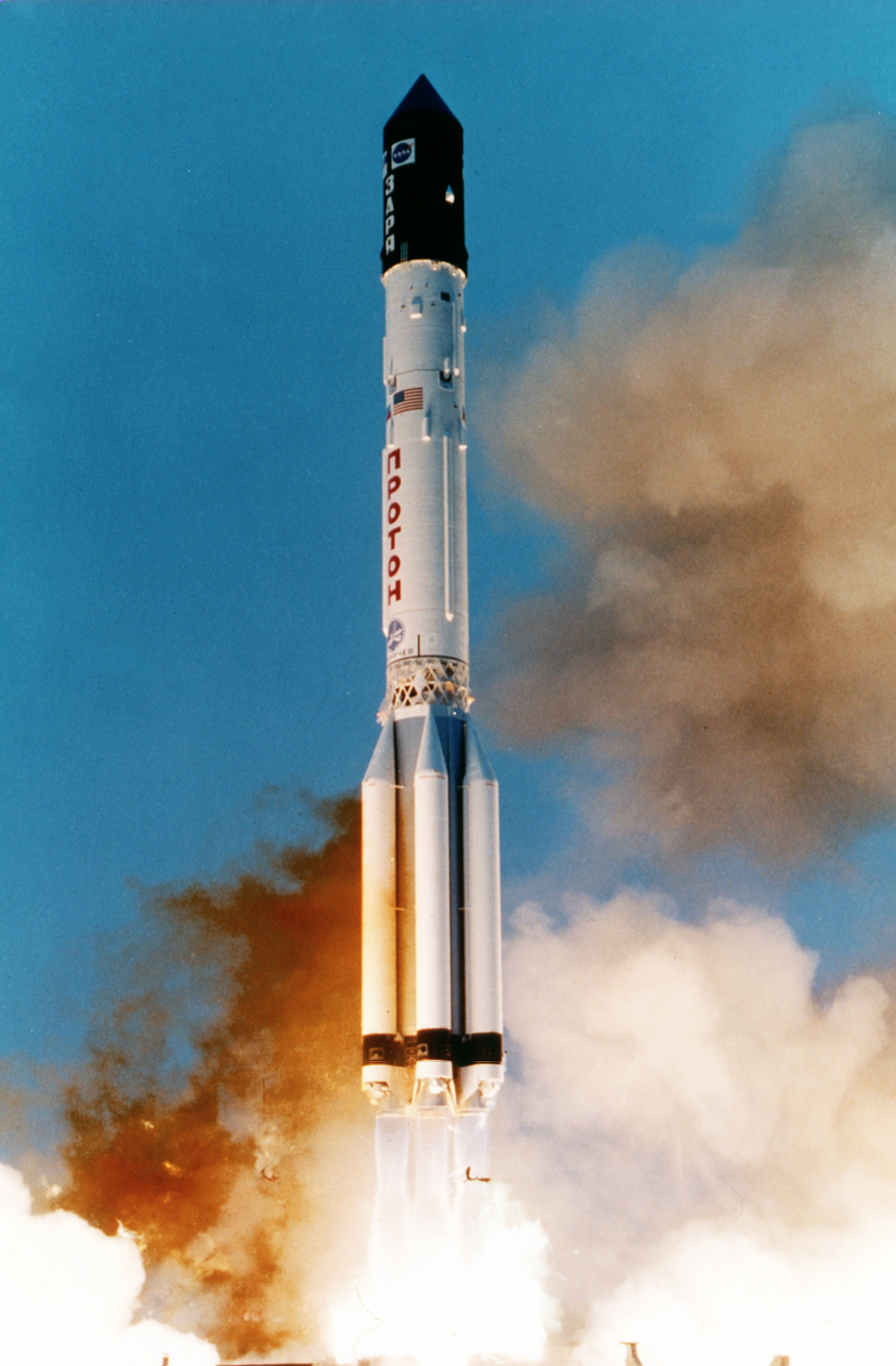
انطلاق الصاروخ بروتون حاملا إحدى أجزاء المحطة الفضائية الدولية من قاعدة بايكونور 1998

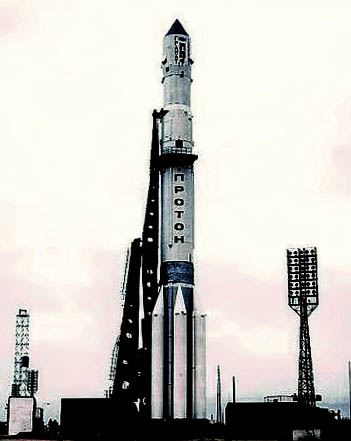
صاروخ بروتون ذو أربعة مراحل يحمل تلسكوب جرانات الفضائي 1989.

الصاروخ بروتون (بالإنجليزية: Proton (Rocket)) وبالروسية Прото́н أو الصاروخ الروسي UR-500 هو صاروخ نقل مستهلك، بمعنى أنه يُستخدم في النقل من الأرض إلى الفضاء مرة واحدة. تستعمله الحكومة الروسية كما يستغل تجاريا. صنع أول صاروخ من نوع بروتون عام 1965 ولا يزال نظام إقلاعه يستخدم حتى 2020، مما يجعله واحد من أكفأ الصواريخ الثقيلة في تاريخ رحلات الفضاء. وتصنع صواريخ بروتون في مصانع مركز الدولة للبحوث والإنتاج الفضائي خرونتشيف بموسكو، ثم يُنقل إلى ميناء بايكونور الفضائي، حيث يحمل أفقياً ثم ينصب عموديا ويجهّز للانطلاق.

## تاريخ التصميم
صُمم الصاروخ في أوائل الستينيات من القرن الماضي كصاروخ ثقيل عابر للقارات بغرض استخدامه عسكريا لحمل القنابل النووية بأحجام من 30 إلى 100 ميجا طن. وبعد إلغاء الاتحاد السوفيتي هذا البرنامج العسكري، تقرر استخدام الصاروخ في الرحلات المأهولة إلى القمر، وطور الصاروخ بروتون لهذا الغرض. وفي عام 1965 بدأ تجربة الصاروخ ولكن باءت اختباراته الأولى بالفشل وبعد إدخال تعديلات عليه أصبح الصاروخ بمرحلته الأخيرة Blok-DM وBris-M من أنجح الصواريخ وفي نفس الوقت معتدلة التكاليف. ولا يبعث على انتقاده سوى استخدامه للوقود UDMH/Distickstofftetroxid الضار بالبيئة والضار لصحة للإنسان التي قد تنبعث عند فشل عملية الإطلاق.

## مواصفات الصاروخ بروتون
يوجد للصاروخ بروتون عدة أنواع منها ذات المرحلتين ونوع ذو أربعة مراحل، ويتميز الكبير منها باعتدال مصاريف الإقلاع حيث تبلغ نحو 80 مليون دولار.

## صاروخ بروتون ذو مرحلتين
- الارتفاع: 32 متر
- قطر المرحلة الأولى: 7,40 متر
- قطر المرحلة الثانية: 4,10 متر
- الوزن عند الإقلاع طن 585 منها 541 طن وقود
- الحمولة: طن 12
- الوقود: Dinitrogen tetroxide(N2O4)/UDMH

## صاروخ البروتون K
- عدد المراحل: 3 أو 4
- الارتفاع: 49 متر
- قطر المرحلة الأولى: 7,4 متر
- قطر المرحلة الثانية والثالثة: 4,1 متر
- قطر المرجلة الرابعة: 3,7 متر (Blok DM)
- وزن الإقلاع: 684 طن (منها 634 طن وقود
- الحمولة: 19,76 طن للنقل إلى مدار حول الأرض أو 4,8 طن للرحلات بين الكواكب
- الوقود: Dinitrogen tetroxide(N2O4)/UDMH : كيروسين/أكسجين

## صاروخ البروتون M
- عدد المراحل: 3 / 4
- الارتفاع: 57,2 متر ذو 4 مراحل
- قطر المرحلة الأولى: 7,4 (متر)
- قطر المحاتين الثانية والثالثة: 4,1 متر
- قطر المرحلة الرابعة: 4,1 متر (نوع Bris-M)
- وزن الإقلاع: 690 طن
- الدفع: 9800 كبيلونيوتن (ستة محركات 6 × RD-275)
- الحمولة: 21 طن للنقل إلى مدار حول الأرض أو 4,8 طن للرحلات بين الكواكب
- الوقود: Dinitrogen tetroxide(N2O4)/UDMH

## الاستخدامات
بدأ صاروخ بروتون استخداماته كصاروخ عابر للقارات لحمل القنابل الذرية ذات القوة 100 ميجا طن أو أكبر عبر مسافات تصل إلى 13.000 كيلومتر. ولكن أكثر استخداماته كانت لنقل مركبات الفضاء. وبعد انتهاء برنامج ساتورن 5 الأمريكي أصبح الصاروخ بروتون هو أكبر صاروخ نقل للاستهلاك حتى بدء إنتاج الصاروخ الروسي الذي خلفه وهو الصاروخ إنرجيا والذي طار أول مرة عام 1987 والصاروخ الأمريكي تيتان 4 عام 1989.
وواجه إقلاع الصاروخ بروتون صعوبات كبيرة بين عام 1965 و 1970 حيث تحطمت عشرات منه. ثم وصل إلى مرحلة الكفاءة بعد ذلك وأصبح من أكفا الصواريخ. وقد أقلع من هذا النوع نحو 335 صاروخاً وصلت معدل نجاحهم نسبة 96%.
وقد قام الصاروخ بروتون برحلات غير مأهولة حول القمر، وكان من المخطط إرسال طاقم رجال فضاء سوفيتي حول القمر قبل أن تقلع الولايات المتحدة الأمريكية بعثة أبولو 8 إلى القمر. وأقلع بروتون محطة الفضاء ساليوت إلى مدار حول الأرض، وكذلك الوحدة الرئيسية من مير وما يتبعها من وحدات مكملة، وكذلك كل من زاريا ووحدة سفيزدا التي اشتبكت مع محطة الفضاء الدولية ISS. وقامت في كذلك بنقل مسبارات إلى القمر والمريخ والزهرة وإلى مذنب هالي مستخدما 4 مراحل وكانت المرحلة الرابعة من نوع D-1e. كما يقوم الصاروخ بروتون بنقل أقمارا صناعية تجارية تستخدام في البث التلفزيوني والاتصالات.

## إطلاق عرب سات

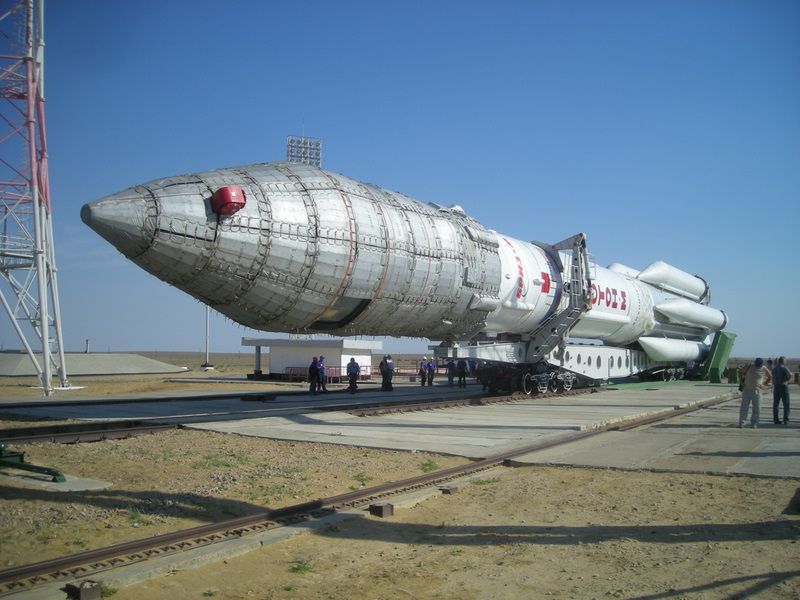
الصاروخ بروتون-إم

في 1 مارس 2006 فشل صاروخ بروتون M في توصيل القمر الصناعي عربسات 4A . فبعد أن سارت المراحل الأولى والثانية بنجاح وبدأت المرحلة الثالثة العمل ولكنها سريعا ما توقفت عن الاشتعال ولم يستطع الصاروخ أن يوصل القمر الصناعي إلى مدار ثابت جغرافي حول الأرض (ارتفاع 36.000 كيلومتر). وقد بينت الفحوصات بعد ذلك أن سبب العطل كان يكمن في حبيبات شائبة تسببت في انسداد طلمبة في نظام المؤكسد، مؤدية إلى توقف الاشتعال. وبعد إجراء التعديلات اللازمة قام صاروخ بروتون-M في 5 أغسطس 2006 بنقل القمر الصناعي الأوروبي هوتبيرد بنجاح.
.
وفي 19 فبراير 2007 انفجرت المرحلة الأخيرة من الصاروخ بروتون التي لم تستطع نقل القمر الصناعي عرب سات إلى مداره المقرر فوق أستراليا، بعد نحو عام تقريبا من انطلاقه متسببا في سحابة كبيرة من الشظايا في الفضاء.